# Kombinacja norweska na Mistrzostwach Świata w Narciarstwie Klasycznym 2019 – sztafeta
Sztafeta HS109/4x5 km – ostatnia z konkurencji w ramach kombinacji norweskiej na Mistrzostwach Świata w Narciarstwie Klasycznym 2019. Skoki na kompleksie Toni-Seelos-Olympiaschanze oraz sztafeta odbyły się 2 marca 2019 w austriackim Seefeld. Tytułu z poprzednich mistrzostw bronili Niemcy. Tym razem najlepsi okazali się Norwegowie.

## Wyniki

### Skoki narciarskie
| Pozycja | Nr | Reprezentacja                                                                          | Skok (m)                | Punkty                        | Strata (min.) |
| ------- | -- | -------------------------------------------------------------------------------------- | ----------------------- | ----------------------------- | ------------- |
| 1       | 10 | Austria · Bernhard Gruber · Mario Seidl · Franz-Josef Rehrl · Lukas Klapfer            | 105,5 111,5 100,5       | 493,9 130,8 128,7 121,6 112,8 |               |
| 2       | 9  | Japonia · Gō Yamamoto · Hideaki Nagai · Akito Watabe · Yoshito Watabe                  | 102,0 105,0 110,0 108,5 | 493,0 121,2 117,2 127,7 126,9 | +0:01         |
| 3       | 12 | Norwegia · Espen Bjørnstad · Jørgen Gråbak · Jan Schmid · Jarl Magnus Riiber           | 108,5 98,0 106,0 107,0  | 481,0 133,9 107,7 121,1 118,3 | +0:17         |
| 4       | 11 | Niemcy · Vinzenz Geiger · Eric Frenzel · Johannes Rydzek · Fabian Rießle               | 105,0 100,0 99,5 103,5  | 463,4 133,5 110,3 106,4 113,2 | +0:41         |
| 5       | 7  | Francja · François Braud · Laurent Muhlethaler · Maxime Laheurte · Antoine Gérard      | 100,0 91,5 99,5 101,0   | 414,3 110,0 91,0 105,0 108,3  | +1:46         |
| 6       | 5  | Polska · Adam Cieślar · Paweł Twardosz · Paweł Słowiok · Szczepan Kupczak              | 98,5 92,0 94,0 104,0    | 411,9 113,9 85,1 94,9 118,0   | +1:49         |
| 7       | 8  | Finlandia · Leevi Mutru · Eero Hirvonen · Arttu Mäkiaho · Ilkka Herola                 | 90,5 97,0 94,5 101,0    | 396,9 95,5 104,4 90,3 106,7   | +2:09         |
| 8       | 2  | Rosja · Alexander Paszajew · Ernest Jachin · Wiaczesław Barkow · Vitalii Ivanov        | 99,5 103,0 85,5 86,5    | 363,5 104,7 112,5 69,5 76,8   | +2:54         |
| 9       | 3  | Stany Zjednoczone · Taylor Fletcher · Grant Andrews · Jared Shumate · Ben Loomis       | 94,5 92,0 82,5 92,5     | 343,9 90,8 92,1 69,6 91,4     | +3:20         |
| 10      | 4  | Czechy · Tomáš Portyk · Ondřej Pažout · Lukáš Daněk · Jan Vytrval                      | 89,5 92,5 92,0 86,5     | 341,9 90,2 91,4 83,4 76,9     | +3:23         |
| 11      | 6  | Włochy · Aaron Kostner · Raffaele Buzzi · Alessandro Pittin · Samuel Costa             | 106,5 93,5 96,0 DSQ     | 317,1 129,1 94,0 0,0          | +3:56         |
| 12      | 1  | Kazachstan · Danił Głuchow · Wiaczesław Bochkarew · Eldar Orussajew · Czingiz Rakparow | 75,5 73,5 81,0 87,5     | 236,4 52,7 45,3 61,8 76,6     | +5:43         |

### Biegi narciarskie
| Pozycja | Nr | Reprezentacja                                                                          | Strata | Czas biegu                              | Pozycja | Strata   |
| ------- | -- | -------------------------------------------------------------------------------------- | ------ | --------------------------------------- | ------- | -------- |
| 1.      | 3  | Norwegia · Espen Bjørnstad · Jan Schmid · Jørgen Gråbak · Jarl Magnus Riiber           | 0:17   | 49:58,5 12:24,8 12:19,5 12:10,6 13:03,6 | 5       |          |
| 2.      | 4  | Niemcy · Johannes Rydzek · Eric Frenzel · Fabian Rießle · Vinzenz Geiger               | 0:41   | 49:35,5 12:32,7 11:45,3 12:12,9 13:04,6 | 3       | +1,0     |
| 3.      | 1  | Austria · Bernhard Gruber · Mario Seidl · Franz-Josef Rehrl · Lukas Klapfer            | 0:00   | 50:20,5 12:14,2 12:33,3 12:24,5 13:08,5 | 6       | +5,0     |
| 4       | 2  | Japonia · Gō Yamamoto · Yoshito Watabe · Hideaki Nagai · Akito Watabe                  | 0:01   | 50:43,2 12:48,8 12:33,4 12:59,1 12:21,9 | 7       | +28,7    |
| 5       | 7  | Finlandia · Arttu Mäkiaho · Leevi Mutru · Ilkka Herola · Eero Hirvonen                 | 2:09   | 49:16,1 12:43,3 12:15,8 11:58,5 12:18,5 | 2       | +1:09,6  |
| 6       | 5  | Francja · Laurent Muhlethaler · Maxime Laheurte · François Braud · Antoine Gérard      | 1:46   | 49:41,5 12:34,5 12:25,1 12:21,1 12:20,8 | 4       | +1:12,0  |
| 7       | 11 | Włochy · Raffaele Buzzi · Aaron Kostner · Samuel Costa · Alessandro Pittin             | 3:56   | 48:58,6 12:20,7 12:05,8 12:20,4 12:11,7 | 1       | +2:39,1  |
| 8       | 6  | Polska · Adam Cieślar · Paweł Twardosz · Szczepan Kupczak · Paweł Słowiok              | 1:49   | 51:20,5 12:32,0 13:06,6 13:00,8 12:41,1 | 9       | +2:54,0  |
| 9       | 10 | Czechy · Tomáš Portyk · Lukáš Daněk · Jan Vytrval · Ondřej Pažout                      | 3:23   | 51:20,1 12:20,4 12:17,1 13:02,2 13:40,4 | 8       | +4:27,6  |
| 10      | 9  | Stany Zjednoczone · Taylor Fletcher · Grant Andrews · Jared Shumate · Ben Loomis       | 3:02   | 53:45,2 12:35,6 14:02,2 13:28,4 13:39,0 | 10      | +6:49,7  |
| 11      | 8  | Rosja · Vitalii Ivanov · Ernest Jachin · Wiaczesław Barkow · Alexander Paszajew        | 2:54   | 54:46,1 13:18,2 13:52,4 13:15,5 14:20,0 | 11      | +7:24,6  |
| 12      | 12 | Kazachstan · Czingiz Rakparow · Eldar Orussajew · Wiaczesław Bochkarew · Danił Głuchow | 5:43   | 59:16,2 13:43,4 14:37,4 15:15,2 15:40,2 | 12      | +14:43,7 |